# Jon Paul Testwuide
Jon Paul Testwuide (né le 5 novembre 1984 à Vail, Colorado aux États-Unis) est un joueur américain de hockey sur glace.

## Carrière de joueur
Avant de se joindre aux Aeros de Houston de la Ligue américaine de hockey, il évolua quatre saisons avec les Pioneers de l'Université de Denver. Il fut le premier joueur originaire du Colorado à devenir capitaine de l'équipe de hockey de l'Université de Denver.
Avant son séjour à l'université, il aida les Black Hawks de Waterloo à mettre la main sur la Coupe Clark remis aux champions de la United States Hockey League lors de la saison 2003-2004.

## Statistiques
| Saison    | Équipe                   | Ligue |    | Saison régulière | Saison régulière | Saison régulière | Saison régulière | Saison régulière |   | Séries éliminatoires | Séries éliminatoires | Séries éliminatoires | Séries éliminatoires | Séries éliminatoires |
| Saison    | Équipe                   | Ligue | PJ | B                | A                | Pts              | Pun              | PJ               | B | A                    | Pts                  | Pun                  |                      |                      |
| 2003-2004 | Black Hawks de Waterloo  | USHL  | 59 | 4                | 13               | 17               | 106              | 10               | 0 | 2                    | 2                    | 16                   |                      |                      |
| 2004-2005 | Black Hawks de Waterloo  | USHL  | 55 | 4                | 6                | 10               | 165              | 5                | 0 | 0                    | 0                    | 14                   |                      |                      |
| 2005-2006 | Pioneers de Denver       | NCAA  | 32 | 0                | 4                | 4                | 43               | -                | - | -                    | -                    | -                    |                      |                      |
| 2006-2007 | Pioneers de Denver       | NCAA  | 37 | 0                | 3                | 3                | 63               | -                | - | -                    | -                    | -                    |                      |                      |
| 2007-2008 | Pioneers de Denver       | NCAA  | 39 | 2                | 6                | 8                | 66               | -                | - | -                    | -                    | -                    |                      |                      |
| 2008-2009 | Pioneers de Denver       | NCAA  | 36 | 3                | 10               | 13               | 110              | -                | - | -                    | -                    | -                    |                      |                      |
| 2008-2009 | Aeros de Houston         | LAH   | 2  | 0                | 0                | 0                | 4                | 13               | 1 | 1                    | 2                    | 14                   |                      |                      |
| 2009-2010 | Aeros de Houston         | LAH   | 58 | 2                | 6                | 8                | 111              | -                | - | -                    | -                    | -                    |                      |                      |
| 2010-2011 | Phantoms de l'Adirondack | LAH   | 48 | 1                | 4                | 5                | 56               | -                | - | -                    | -                    | -                    |                      |                      |
| 2011-2012 | Mavericks du Missouri    | LCH   | 4  | 0                | 1                | 1                | 2                | -                | - | -                    | -                    | -                    |                      |                      |
| 2011-2012 | Wolves de Chicago        | LAH   | 23 | 0                | 1                | 1                | 15               | -                | - | -                    | -                    | -                    |                      |                      |
| 2011-2012 | Heat d'Abbotsford        | LAH   | 18 | 0                | 1                | 1                | 15               | 8                | 0 | 0                    | 0                    | 2                    |                      |                      |